# Christine Bardelle
Christine Bardelle (née le 16 août 1974 à Provins) est une athlète française, spécialiste des courses de fond. 

## Biographie
Dans l'épreuve du cross-country, Christine Bardelle remporte la médaille d'argent par équipes lors des Championnats d'Europe de cross-country 2012 et 2013, et obtient la médaille de bronze en 2008.
Sur piste, elle remporte le titre du 5 000 mètres lors des championnats de France 2006, 2009 et 2012, et s'adjuge le titre national du 10 000 mètres en 2010. Elle se classe septième du 3 000 mètres lors des Championnats d'Europe en salle 2013 et remporte cette même année la médaille d'or du 5 000 m des Jeux méditerranéens.
En février 2018, elle annonce être atteinte d'un cancer rare.